# Tenzin Chögyal (geestelijke)
Tenzin Chögyal (Lhasa, 1946) is een Tibetaans geestelijke, militair en politicus. Hij is als de zestiende tulku erkend als de Ngari Rinpoche. Hij is de jongste broer van de veertiende dalai lama.
Als Nagri Rinpoche is hij traditioneel verantwoordelijk voor meerdere kloosters in de West-Tibetaanse provincie Ngari. Sinds zijn vlucht naar India staat hij aan het hoofd van kloosters in Ladakh (het klooster Karsha) en Zanskar.

## Biografie
Tijdens zijn vorige incarnatie werd Chögyal door de dertiende dalai lama, die zijn goede vriend was, al voorspeld dat zij beiden in hun volgende leven een nog nauwere band met elkaar zouden hebben. Dit gebeurde in feite toen hij als broer van de veertiende dalai lama werd erkend als de nieuwe wedergeboorte van de Ngari Rinpoche.
In 1954 vertrok hij samen met de dalai lama en zijn andere familieleden naar Peking voor het officiële bezoek aan Mao Zedong. Hij maakte zich het Mandarijn snel eigen. Terug in Tibet voegde hij zich tot het klooster Drepung in Lhasa.
Tijdens de opstand in Tibet van 1959 vluchtte hij samen met zijn familie in ballingschap naar India. Hier ging hij naar een Jezuïetenschool in Darjeeling en werd hem ook de Jezuïtische discipline en waarden bijgebracht. Hij bleef niettemin trouw aan het boeddhisme en hield zich voornamelijk bezig met de studie in het hinayanaboeddhisme (het kleine voertuig).
In 1967 ontmoette hij zijn latere vrouw en Tibetaans politica Rinchen Khandro Chögyal, met wie hij samenwerkte tijdens de oprichting van het Tibetaans Jeugdcongres. In 1972 trouwden ze en werkten ze samen in de opbouwprojecten van de Tibetan Children's Villages. Vervolgens trad hij toe tot het Indiase Special Frontier Force, dat door de Indiase regering in het leven was geroepen om de grens met China te surveilleren.
Van 1971 tot 1988 werkte hij voor de Tibetaanse regering in ballingschap en in 1991 werd hij gekozen tot parlementslid, waar hij aanbleef tot 1995.
Sinds 1974 woont hij in de Kashmir Cottage in Dharamsala dat hij in 1982 verbouwde tot een hotel. Hij is te zien in verschillende documentaires die in de Verenigde Staten werden uitgezonden door de Public Broadcasting Service.

## Filmografie
- 2006: Women of Tibet: Gyalyum Chemo - The Great Mother, documentaire
- 2011: Women of Tibet: The Buddha's Wife, documentaire